# 元琰
元琰（?—?），字伏宝，西魏宗室，河南郡洛阳县（今河南省洛阳市东）人，魏文成帝之弟安定靖王元休之孙，安定恭王元燮的儿子，安定王元超的弟弟。
西魏文帝大统年间，元琰被西魏朝廷别封为宋安王，去世后，谥号懿。他的儿子元景山，成为北周和隋朝的名将。

## 家庭
- 儿子：元景山，平原襄公
  - 孙子：元成寿，隋朝正议大夫、西平郡通守、平原郡公
    - 曾孙：元世斌，宋安公世孙
- 儿子：元昊，隋朝涪州刺史、贵乡公